# Старца (Авелино)
Старца је насеље у Италији у округу Авелино, региону Кампанија.
Према процени из 2011. у насељу је живело 179 становника. Насеље се налази на надморској висини од 285 м.